# Карл Малден
Карл Малден (енгл. Karl Malden, право име Младен Џорџ Секуловић, Чикаго, 22. март 1912 — Лос Анђелес, 1. јул 2009) био је амерички глумац српско-чешког порекла. Играо је у преко 60 филмских остварења, од којих су најпознатији Трамвај звани жеља (1951) — за који је добио Оскара за најбољег глумца у споредној улози, На доковима Њујорка (1954) и Патон (1970). Значајна је и његова улога у ТВ серији из 1970-их година Улице Сан Франциска, где је играо главну улогу заједно са Мајклом Дагласом.
Од 1989. до 1992. године је био председник Академије филмских уметности и наука, која додељује Оскара.

## Дјетињство и младост
Малденов отац, Петар Секуловић, напустио је родно Подосоје код Билеће и „трбухом за крухом” дошао у Чикаго. Ту је рођен Младен, као најстарији од тројице браће. Његова мајка је била Мини Секуловић, Чехиња, запослена у текстилној индустрији. У Холивуду је био врло цијењен; трач рубрике о Карлу Малдену је увијек било тешко или немогуће срести.
Од малих ногу је говорио српски. Радо је причао о својој прошлости и поријеклу. Спомињао је како му је отац радио тежак посао у челичани у Герију, као и он касније. И поред тешког рада, његов отац је основао најстарије пјевачко друштво у Америци, звано „Сокол Група-Бранко Радичевић”. Тако се млади Малден још у породици упознао са српском културом и обичајима.

## Каријера
Малден, тада још увијек Младен Секуловић, напустио је Гери и рад у челичани 1934. године, ради похађања „Гудменове школе” у оквиру „Гудмен театра” у Чикагу. Тада је промијенио име у Карл Малден, на наговор позоришта. Није имао довољно новца за школовање, али је убрзо добио стипендију. Наступао је у позоришту 3 године, а онда остао без посла и новца, па се вратио кући. Већ у овом периоду су га запазили амерички, па и југословенски листови.
Отпутовао је у Њујорк 1937. и глумио у „Бродвеј театру”. Био је кратко ангажован на радију и добио незапажену улогу у свом првом филму They Knew What They Wanted. Након тога се придружио „Груп театру”, гдје је упознао редитеља Елија Казана, у чијим је филмовима касније стекао популарност.
Учествовао је у Другом свјетском рату и за то вријеме добио малу улогу у представи и филму америчке војске Winged Victory. По завршетку рата, добио је још једну малу улогу у представи Truckline Cafe, са тада непознатим Марлоном Брандом.
Успон у каријери отпочео је 1950. године, улогама у филмовима The Gunfighter и Пакао Монтезуме (Halls of Montezuma). У првом филму се појављује у улози Мека (власника бара), а у другом у улози доктора Џонса.
Највећи успјех је постигао глумећи у филмовима режисера Елије Казана. У филму Трамвај звани жеља (A Streetcar Named Desire) из 1951. године, глуми Мича (Харолд Мичел), најбољег пријатеља Стенлија Ковалског (Марлон Брандо), који упада у романсу са Бланш Дибоа (Вивијен Ли). Тај филм му је донио Оскара за најбољу споредну мушку улогу. Био је такође номинован за Оскара за најбољу споредну улогу у филму На доковима Њујорка (On the Waterfront) из 1954. године. Ту је глумио католичког свештеника Берија, који утиче на Терија Малоја (Марлон Брандо) да сведочи против мафије. Ова два филма са његовим номинацијама за Оскара, режирао је Елија Казан, са Марлоном Брандом у главној улози. Baby Doll (1956) је задњи филм Елије Казана у којем је Карл Малден глумио. То је била улога Арчија, човека жељног моћи и ожењеног тинејџерком која му задаје проблеме.
Наредни филмови које је снимио, били су између осталих: Fear Strikes Out (1957), Pollyanna (1960), Једнооки Џек (1961), Птичар са Алкатраза (1962),  (1962),  (1962), The Cincinnati Kid (1965). У филму Патон из 1970. глуми генерала америчке војске, Омара Бредлија.
Велику популарност му је донела ТВ серија Улице Сан Франциска, која се приказивала од 1972. до 1977. године. Глумио је полицајца ветерана, поручника Мајка Стоуна. Мајкл Даглас, који се пробио на глумачкој сцени у овој серији, глумио је његовог млађег партнера Стива Келера.
Карл Малден је оставио трага и у југословенској кинематографији, глумећи у филму Сутон, Горана Паскаљевића, из 1982. године. То је била улога српског имигранта у САД, Марка Секуловића, а филм је снимљен на енглеском језику. Глумио је и у италијанском филму Мачка са девет репова (Il gatto a nove code 1971), слепог човека (Франко Арно) који разрешава убиство.
Снимао је филмове све до 1993. године, када се повукао. После тога се појавио као глумац још само једном, у 14. епизоди серије „Западно крило” 2000. године, глумећи католичког свештеника (Томас Кавано).
Био је редитељ само једног филма — Time Limit (1957) — везаног за Корејски рат, а режирао је и делимично The Hanging Tree (1959), због болести правог редитеља (Делмер Дејвс).
Награду за животно дело Америчког глумачког удружења уручио му је Мајкл Даглас 11. новембра 2004. године.
Председник Државне заједнице Србије и Црне Горе, Светозар Маровић, одликовао га је 17. фебруара 2004. Како се наводи у образложењу одлуке Малден је одликован „за изузетно дугогодишње лично остварење у области филмске уметности”. У Малденовом писму захвалности стоји: „Одувек сам осећао дубоку везу са својим српским по реклом и стога сам веома дирнут и захвалан. Имам срећу да сам примио многе почасти у животу, али ова ће заувек би ти посебна за мене. Не могу Вам се довољно захвалити. Увек ћу Вам би ти захвалан на Белом анђелу, као и цела моја породица”. Српска православна црква одликовала га је Орденом Светог Саве.

## Приватни живот
Карл Малден се оженио Моном Гринберг 1938. године. Упознао ју је за време ангажмана у „Гудменовом театру”. Са њом је био у браку преко 70 година и добио двије кћерке, и Карлу. У Калифорнију је стигао 1960. године. Живио је у близини Санта Барбаре. У глумачкој индустрији је био 61 годину, а 1993. се пензионисао. Пет година је био предсједник Филмске академије у Лос Анђелесу, а основао је и умјетничку библиотеку у Беверли Хилсу, која је највећа у Америци.
Написао је књигу-мемоари When do I start 1997. године, уз помоћ своје кћерке Карле. Књигу су на српски превели Александра Минић и Никола Рабреновић а објавио је 2018. године Службени гласник под насловом: Како сам успео: мемоари,  978-86-519-2211-7 (СГ)
Карл Малден је умро 1. јула 2009. у Лос Анђелесу у 97. години живота. Дуговјечност је наслиједио од своје мајке (умрла у 102. години), а иза себе је оставио жену Мону, двије кћерке, 3 унука и 4 праунука.

## Занимљивости
У филмовима је користио сваку прилику да спомене презиме Секуловић. Тако у филму Патон, у улози генерала Омара Бредлија каже једном војнику: Додај ми тај шлем Секуловићу! У филму Dead Ringer, као полицијски детектив каже другом детективу: Дај ми моју капу Секуловићу! Такође, у његовом филму Fear Strikes Out, појављује се бејзболски скаут Секуловић. Као затворски чувар у филму Birdman of Alcatraz, чита листу затвореника, међу којима се налази и један Секуловић. Најпознатији пример тога је у ТВ серији Улице Сан Франциска, у улози полицијског поручника Мајка Стоуна, када запосли помоћника Секуловића. У југословенском филму Сутон је глумио Марка Секуловића.
Омиљени глумци Карла Малдена из прошлости су били Пол Мјуни и Едвард Г. Робинсон, а у шали је говорио да му је поред њих омиљен и Карл Малден.
У Београду му је подигнут споменик, откривен 20. новембра 2018. године.

## Филмографија
| Улоге Карла Малдена |                             |                      |                                                   |          |
| Година              | Српски назив                | Изворни назив        | Улога                                             | Напомена |
| 1940.               | Знали су шта желе           |                      | Ред (Red)                                         |          |
| 1944.               |                             |                      | Адамс (Adams)                                     |          |
| 1947.               |                             |                      | улога пилота                                      |          |
| 1947.               | Бумеранг                    |                      | поручник Вајт (Lt. White)                         |          |
| 1947.               | Пољубац смрти               |                      | наредник Вилијам Кален (Sgt. William Cullen)      |          |
| 1950.               | Револвераши                 |                      | Мек (Mac)                                         |          |
| 1950.               |                             |                      | поручник Томас (Lt. Thomas)                       |          |
| 1951.               | Пакао Монтезуме             |                      | доктор Џонс (Doc Jones)                           |          |
| 1951.               | Трамвај звани жеља          |                      | Харолд „Мич” Мичел (Harold 'Mitch' Mitchell)      |          |
| 1952.               |                             |                      | капетан Бак Максвел (Captain Buck Maxwell)        |          |
| 1952.               |                             |                      | наредник Ерни Гвелвада (Sgt. Ernie Guelvada)      |          |
| 1952.               |                             |                      | мајор Латрек (Maj. Latrec)                        |          |
| 1952.               |                             |                      | Џим Џентри (Jim Gentry)                           |          |
| 1953.               |                             |                      | инспектор Ларе (Inspector Larreau)                |          |
| 1953.               |                             | !                    | наредник Холт (Sgt. Laverne Holt)                 |          |
| 1954.               |                             |                      | доктор Мараис (Dr. Marais)                        |          |
| 1954.               | На доковима Њујорка         |                      | свештеник Бери (Father Barry)                     |          |
| 1956.               | Бејби дол                   |                      | Арчи (Archie Lee Meighan)                         |          |
| 1957.               |                             |                      | Џон Пирсол (John Piersall)                        |          |
| 1957.               |                             |                      | наредник Чак Бренан (Sgt. Chuck Brennan)          |          |
| 1957.               |                             |                      | режирао филм                                      |          |
| 1959.               |                             |                      | Френчи Плент (Frenchy Plante)                     |          |
| 1960.               |                             |                      | официр Пол Форд (Reverend Paul Ford)              |          |
| 1961.               |                             |                      | свештеник Девлин (Father Devlin)                  |          |
| 1961.               | Једнооки Џек                |                      | шериф Дед Лонгворт (Dad Longworth)                |          |
| 1961.               |                             |                      | Џад (Judd Raike)                                  |          |
| 1962.               |                             |                      | Ралф Виларт (Ralph Willart)                       |          |
| 1962.               |                             |                      | затворски чувар Харви Шумејкер (Harvey Shoemaker) |          |
| 1962.               |                             |                      | Зибулон Прескот (Zebulon Prescott)                |          |
| 1962.               |                             |                      | Херби Сомерс (Herbie Sommers)                     |          |
| 1963.               |                             |                      | Волтер Лукас (Walter Lucas)                       |          |
| 1964.               | Ко је сахрањен у мом гробу? |                      | наредник Џим Хобсон (Sgt. Jim Hobbson)            |          |
| 1964.               |                             |                      | капетан Веселс (Captain Wessels)                  |          |
| 1965.               | Синсинати Кид               |                      | Шутер (Shooter)                                   |          |
| 1966.               |                             |                      | Том Фич (Tom Fitch)                               |          |
| 1966.               |                             |                      | Џулиен Вол (Julian Wall)                          |          |
| 1967.               |                             |                      | Кејкес (Keycase)                                  |          |
| 1967.               |                             |                      | судија Хигинс (Judge Higgins)                     |          |
| 1967.               |                             |                      | Лео Њубигин (Leo Newbegin)                        |          |
| 1968.               | Плава боја                  |                      | Док Мортон (Doc Morton)                           |          |
| 1968.               |                             |                      | Карлтон Клемпер (Carlton J. Klemper)              |          |
| 1970.               | Патон                       |                      | генерал Омар Бредли (Gen. Omar N. Bradley)        |          |
| 1971.               | Мачка са девет репова       |                      | Франко Арно (Franco Arno)                         |          |
| 1971.               |                             |                      | Волтер Бакмен (Walter Buckman)                    |          |
| 1972.               |                             |                      | бивши полицајац Џон Кајли                         |          |
| 1972—77             | Улице Сан Франциска         | (серија)             | поручник Мајк Стоун (Lt. Mike Stone)              |          |
| 1979.               |                             |                      | Вилбур Хабард (Wilbur Hubbard)                    |          |
| 1979.               |                             |                      | Хари Шервуд (Harry Sherwood)                      |          |
| 1980.               |                             | (филм и серија)      | Пит „Скаг” Скагска (Pete „Skag” Skagska)          |          |
| 1981.               |                             |                      | Херб Брукс (Herb Brooks)                          |          |
| 1981.               |                             |                      | Мајк Мекнил (Mike McNeill)                        |          |
| 1982.               | Сутон (филм)                |                      | Марко Секуловић                                   |          |
| 1983.               |                             |                      | Гас Макалински (Gus Macalinski)                   |          |
| 1984.               |                             | (мини-серија)        | Фреди Касаб (Freddy Kassab)                       |          |
| 1984.               |                             |                      | Томас Нолан (Thomas E. Nolan)                     |          |
| 1985.               |                             | (мини-серија)        | Морж (The Walrus)                                 |          |
| 1986.               |                             |                      | Џек Галвин (Jack Galvin)                          |          |
| 1987.               |                             |                      | Артур Кирк (Arthur Kirk)                          |          |
| 1988.               |                             |                      | Елмо Замволт (Elmo Zumwalt Jr.)                   |          |
| 1989.               |                             |                      | Леон Клингхофер (Leon Klinghoffer)                |          |
| 1990.               |                             |                      | доктор Харолд Арлен (Doctor Harold Arlen)         |          |
| 1991.               |                             |                      | Фред Зиселман (Fred Zusselman)                    |          |
| 1992.               |                             |                      | Мајк Стоун (Mike Stone)                           |          |
| 1993.               |                             |                      | Ед Реј (Ed Ray)                                   |          |
| 2000.               | Западно крило               | (14. епизода серије) | свештеник Томас Кавано (Father Thomas Cavanaugh)  |          |